# Destroyer Escort (videogioco)
Destroyer Escort è un videogioco di simulazione navale pubblicato nel 1989 per Commodore 64 da Microplay Software, un'etichetta di MicroProse.
Consiste nel controllo di un cacciatorpediniere di scorta (destroyer escort in inglese) nello scenario dell'Oceano Atlantico nella Seconda guerra mondiale. Le riviste Compute! e Info lo giudicarono dettagliato ma non troppo complesso.

## Modalità di gioco
L'obiettivo del gioco è scortare un convoglio di navi alleate attraverso sei possibili rotte atlantiche, tra la Gran Bretagna e USA, Gibilterra o Murmansk e viceversa, ciascuna a tre possibili livelli di difficoltà. Il nemico può disporre di navi, aerei e sottomarini.
Il giocatore controlla vari aspetti della navigazione e del combattimento, incluso il puntamento manuale delle armi, attraverso otto postazioni con schermate differenti, accessibili dalla schermata principale che è il ponte di comando. Velocità e direzione della nave sono regolabili direttamente da tutte le schermate con i tasti freccia.
La schermata di navigazione mostra una minimappa con tutti i mezzi nelle vicinanze a vari livelli di zoom, con la possibilità di ottenere informazioni sul mezzo selezionato. Il giocatore deve intercettare i mezzi nemici prima che arrivino a distruggere una delle navi scortate. Le altre schermate sono la mappa strategica (del Nord Atlantico o del Mare di Norvegia), i cannoni da 5" di prua/poppa, il cannone antiaereo, le bombe di profondità, i siluri di sinistra/dritta, il rapporto danni e lo stato missione.